# Кінах Гліб Григорій Іванович
Гліб Кінах (хресне ім'я Григорій; 5 жовтня 1888, Збараж, нині Тернопільська область ― 29 січня 1980, Рим, Італія) ― священник Української греко-католицької Церкви, василіянин, довголітній магістр василіянських новіціятів, духівник, генеральний вікарій ЧСВВ (1946–1949), генеральний протоконсультор і консультор, історик Василіянського Чину, письменник.

## Життєпис

### Навчання
Народився на передмісті Збаража Довжок у родині Івана Кінаха й Анни з роду Кирик, був середущим сином з-поміж семи дітей. Навчався у народній школі з польською мовою викладання при монастирі оо. Бернардинів, а потім впродовж 1900–1908 рр. у Тернопільській українській гімназії. 31 жовтня 1908 р. вступив до Василіянського Чину на новіціат у Крехівський Свято-Миколаївський монастир. Перші обіти склав 30 червня 1910 р. в Крехові, після чого вивчав філософію в Лаврівському монастирі. Восени 1912 р. виїхав до Риму, де вивчав богослов'я в Григоріанському Університеті, а проживав в Українській папській колегії святого Йосафата. В Римі 26 квітня 1914 р. в церкві Святих Сергія і Вакха склав вічні обіти і там же 21 лютого 1915 р. прийняв дияконські свячення з рук болгарського греко-католицького єпископа Лазара Младенова. В травні 1915 р. з причини вибуху італійсько-австрійської війни разом із іншими студентами-василіянами опинився в монастирі оо. Вербістів у Медлінгу біля Відня, де продовжив богословські студії. 3 вересня 1915 р. в церкві св. Варвари у Відні єпископ Крижевецький Діонісій Няраді рукоположив його на священника. Наприкінці 1915 р. повернувся до Лаврівського монастиря, де довершив останній рік богослов'я і склав кінцеві іспити. По іспитах призначений до монастиря Святого Онуфрія у Львові для праці в монастирському архіві й бібліотеці. Одночасно відвідував курси історії України і давньої літератури під проводом Степана Томашівського і Кирила Студинського в Львівському університеті. Коли розпочалася польсько-українська війна перервав навчання в університеті й переїхав до Золочівського монастиря, а влітку 1920 р. — до монастиря святого Юрія в Кристинополі.

### Праця на Закарпатті
2 листопада 1920 р. з отцями Єронімом Малицьким і Полікарпом Буликом та братами Гавриїлом Хаником, Йосифом Нижником і Симеоном Бужарою прибув на Закарпаття, аби там розпочати реформу василіян. В тамтешньому головному монастирі св. Миколая в Мукачеві він став магістром новіціату. 2 квітня 1932 р. Конгрегація для Східної Церкви створила на Закарпатті окрему василіянську провінцію Святого Миколая і о. Кінах став її протоконсультором. З вересня 1937 до вересня 1938 р. проживав у монастирі в Ужгороді, а потім знову повернувся до праці над вихованням молодих василіян. 21 травня 1939 р. після окупації угорськими військами Закарпаття (березень 1939 р.) його було «викинуто» із Закарпаття і він опинився в Пряшеві. Відтоді і аж до виїзду до Риму в травні 1946 р. на прохання Пряшівського греко-католицького єпископа Павла Ґойдича він був духівником і магістром новіціату сестер Служебниць в Пряшеві, сповідником сестер Василіянок та семінаристів, працював у єпархіальному архіві і бібліотеці.

### Діяльність при головному монастирі ЧСВВ в Римі
11 червня 1946 р. Конгрегація для Східної Церкви призначила о. Гліба Кінаха генеральним вікарієм Василіянського Чину, тобто заступником головного настоятеля — архимандрита. В 1947–1948 рр. провів генеральну візитацію всіх монастирів за океаном, за його урядування були утворенні нові провінції Чину в Північній і Південній Америці: Американська, Канадська, Бразилійська і віце-провінція в Аргентині. 14 червня 1949 р. передав свої повноваження новообраному архимандритові о. Теодосію Галущинському, а сам залишився протоконсультором. В 1950–1952 рр. був магістром новіціяту в Апостолес (провінція Місіонес, Аргентина), а потім повернувся до Риму і в 1953–1957 рр. був духівником Української Папської Колегії Святого Йосафата.

### Письменницька діяльність
Поряд із різними адміністративними урядами в Чині та працею над духовним вишколом василіянської молоді, з самого початку від заснування наукового органу василіян «Записок Чина Святого Василія Великого» (1924 р.), о. Гліб Кінах був його активним дописувачем. Великою його заслугою була також віднова «Записок» в Римі при Головній Управі ЧСВВ 1949 р. В «Записках» та інших василіянських виданнях поміщав цінні архівні документи, духовні конференції і повчання. Пильно приготовляв до численних василіянських видань покажчики імен та речей, визбирував по часописах бібліографію письменників ЧСВВ. Цікавився також українською духовною поезією, а в серії «Українська Духовна Бібліотека» навіть видав три збірки віршів різних авторів: «Великодні дзвони» (Рим 1968), «Різдвяна містерія» (Рим 1968) і «Достойно єсть…» (Рим 1971).

### Смерть
Помер у василіянському монастирі Христа Царя в Римі 29 січня 1980 р. Похований у василіянській крипті на римському цвинтарі «Кампо Верано».

## Твори
- Матеріяли до исторіи зносин Підкарпатскои Руси з Галичиною в XIX віці // Науковий Збірник Тов. Просвіта. — Ч. ІІ. — Ужгород 1923. — С. 116—121.
- Велямина Рутського Правила для монахів Ч. св. Василія В. // Записки Чина Св. Василія Великого. — Т. І. — Вип. 1. — Жовква 1924. — С. 56-72.
- Монаший собор у Мукачеві // Записки Чина Св. Василія Великого. — Т. І. — Вип. 2-3. — Жовква 1925. — С. 273—278.
- Акти трьох монаших соборів // Записки Чина Св. Василія Великого. — Т. І. — Вип. 4. — Жовква 1927. — С. 576—579.
- Посіщеннє марамороських монастирів 1749 р. // Записки Чина Св. Василія Великого. — Т. ІІ. — Вип. 1-2. — Жовква 1926. — С. 105—122.
- На вічну память о. Германови Хватала ЧСВВ // Записки Чина Св. Василія Великого. — Т. ІІ. — Вип. 1-2. — Жовква 1926. — С. 172—174.
- «Правила и наставленія». Написав о. Арсеній Коцак ЧСВВ // Записки Чина Св. Василія Великого. — Т. ІІ. — Вип. 3-4. — Жовква 1927. — С. 336—353.
- Дневник протоігумена Ґ. Пазина, ЧСВВ // Записки Чина Св. Василія Великого. — Т. ІІІ. — Вип. 1-2. — Жовква 1928. — С. 97-125.
- Посіщення закарпатських монастирів ЧСВВ в рр. 1755, 1756, 1765, 1809 // Записки Чина Св. Василія Великого. — Т. ІІІ. — Вип. 3-4. — Львів 1930. — С. 432—446.
- Пастирський лист о. Г. Булка, ЧСВВ, марамороського вікарія єп. Г. Блажовського // Записки Чина Св. Василія Великого. — Т. IV. — Вип. 1-2. — Жовква 1932. — С. 205—210.
- Населення села Підмонастир в 1773 р. // Науковий Збірник Тов. Просвіта. — Ч. ХІІ. — Ужгород 1937. — С. 129—137.
- Населення сіл Лавок і Бобовищ на початку XVIII ст. // Науковий Збірник Тов. Просвіта. — Ч. ХІІІ-XIV. — Ужгород 1938. — С. 165—170.
- Переписка А. Духновича з Василіянами // Analecta Ordinis Sancti Basilii Magni. Передвоєнні невидані «Записки ЧСВВ» Том IV-V-VI. — Vol. V (XI). — Рим 1967. — С. 361—388.
- Schematismus Dioeceseos Prešoviensis et Administraturae Apostolicae Dioec. Munkačensis pro A. D. 1944. — Prešov 1944.